# Verbrauchsmaterial
Verbrauchsmaterial ist ein Begriff aus der Beschaffungslogistik im Handwerks- und Dienstleistungsbereich. Buchführungstechnisch werden sie als Betriebsausgaben geführt.

## Art
Darunter  wird Material verstanden,  welches für die vollständige Funktionalität eines Gerätes oder zur Bewältigung von Dienstleistungsaufgaben unerlässlich ist. In Unternehmen sollte dieses ebenso wie der Vorrat der gerätespezifischen Ersatzteile Teil der Ersatzteillogistik sein, welches seinerseits eine Teildisziplin der Beschaffungslogistik ist.

## Beispiele
Beispiele sind Toner und Heftklammern bei einem Kopiergerät bzw. Thermopapier bei einem Faxgerät. Ebenfalls gehört zum Thema Kaffeefilter und Kaffeepulver für eine Kaffeemaschine, Waschmittel für eine Waschmaschine, Klötze einer Felgenbremse und Bowdenzug eines Fahrrades etc. Auch Materialien, die in Schulen und anderen Einrichtungen zur Erfüllung des Erziehungsauftrages verbraucht werden (Papier, Kreide, Klebstoff etc.) wird ebenso wie  Reinigungsmittel für die Reinigungskräfte, Schrauben, Glühlampen und ähnliche Verbrauchsmaterialien für die Hausmeister, ....Chemikalien für den Unterricht an Schulen oder Prüfplaketten oder Kfz-Briefe/Kfz-Scheine des Straßenverkehrsamtes bzw. der Zulassungsstelle als  Verbrauchsmaterial betrachtet.